# Juventus Italia Football Club 1923-1924
Questa pagina raccoglie le informazioni riguardanti la Juventus Italia Football Club nelle competizioni ufficiali della stagione 1923-1924.

## Stagione
Nella stagione 1923-1924 la Juventus Italia ha disputato il girone C del campionato di Seconda Divisione Nord vincendo il proprio girone con 20 punti in classifica.
Andata in finale per la promozione in Prima Divisione, per soli due punti perde l'occasione della propria storia calcistica per ritornare nel massimo campionato italiano.

## Rosa
| N. |                   | Ruolo | Calciatore           |
| -- | ----------------- | ----- | -------------------- |
|    | Italia (bandiera) | P     | Begna                |
|    | Italia (bandiera) | A     | Dino Cavalleri       |
|    | Italia (bandiera) | A     | Comi                 |
|    | Italia (bandiera) | C     | Riccardo Cerri       |
|    | Italia (bandiera) | P     | Martinet             |
|    | Italia (bandiera) | A     | Ermanno Missaglia    |
|    | Italia (bandiera) | D     | Cesare Paltenghi (c) |

| N. |                   | Ruolo | Calciatore           |
| -- | ----------------- | ----- | -------------------- |
|    | Italia (bandiera) | D     | Ponti                |
|    | Italia (bandiera) | C     | Gaspare Sacchi       |
|    | Italia (bandiera) | D     | Giuseppe Sessa       |
|    | Italia (bandiera) | C     | Tolomeo Tognasso (I) |
|    | Italia (bandiera) | C     | Vanoli               |
|    | Italia (bandiera) | A     | Clemente Vitale      |